# Олександр Рейвен Томсон
Олександр Рейвен Томсон (3 грудня 1899 – 30 жовтня 1955) — шотландський політик, філософ, соціолог, економіст, політичний журналіст, громадський діяч. Найбільш відомою його працею є "Майбутня корпоративна держава". У 1933 році він приєднався до Британського союзу фашистів. Політична та філософська думка Томсона справила величезний вплив на БСФ, і до кінця життя він залишався послідовником Освальда Мослі. Томсона вважали головним ідеологом партії, його називали «Альфредом Розенбергом британського фашизму».

## Біографія
Народившись в Единбурзі, Томсон походив із сім'ї, яка давно займала важливе місце в громадському житті Шотландії, і був онуком архітектора Олександра Томсона. Томсон здобув освіту в університетах на своїй батьківщині, в США і короткочасно в Гейдельберзькому університеті в Німеччині, де вивчав машинобудування, науку та філософію.  У 1926 році він став партнером інженерної фірми в Лондоні, яка спеціалізується на виробництві срібного паперу — процесу, якому він навчився в Німеччині. Під час навчання у Німеччині Томсон зустрів і одружився з Лісбет, дочкою винахідника рентгенівського випромінювання Вільгельма Конрада Рентгена. У них буде троє дітей; У Лісбет вже була дочка від попередніх стосунків, а у Томсона також була довголітнє кохання з Олів Бердетт.
Політична кар'єра Томсона почалася з вступу до Комуністичної партії Великої Британії, але його членство тривало недовго, оскільки він відкинув поняття історичного матеріалізму та більше рухався до корпоратизму. Томсон став провідним авторитетом у роботах Освальда Шпенглера і в 1932 році опублікував книгу «Цивілізація як божественна надлюдина: надорганічна філософія історії», у якій відкидав теорію Шпенглера про занепад цивілізації та стверджував, що його можна уникнути, відкинувши капіталізм та його замінивши корпоратизмом.

## Британський союз фашистів
У 1933 році він приєднався до Британського союзу фашистів і незабаром піднявся до посади директора політики. Там він став провідним ідеологічним світилом у партії та близьким соратником Освальда Мослі та Ніла Френсіса Хокінса. На цій посаді він створив свою основоположну працю Корпоративна держава (березень 1935 р., перевидана як Майбутня корпоративна держава в січні 1937 р.), в якій він виклав бачення уряду БСФ у Британії. Томсон передбачав утворення 20 корпорацій, кожен з яких контролює певний сектор економіки. Корпорації будуть далі розділені, щоб охопити кожну окрему галузь, а також увійдуть до Національної корпорації, яка фактично сформує уряд. Корпорації матимуть рівне представництво для роботодавців, працівників і споживачів, участь делегатів корпорацій у виборчих радах замінять існуючу політичну діяльність. У 1935 році його відправили до його рідної Шотландії з ораторським туром, який мав на меті представити фашистську ідею, але більшість його виступів були зірвані комуністами, включно з одним в Абердіні, під час якого з натовпу пролунав розширений хор «Інтернаціоналу», який ефективно заглушив динаміки БСФ.
Томсон став провідною фігурою у БСФ і в 1937 році представляв партію на муніципальних виборах у Бетнал-Грін. Він набрав 23,17% голосів і випередив ліберальних кандидатів. Хоча він не був обраний, результат ознаменував хороший загальний результат для БСФ. У 1939 році Томсон став редактором партійного тижневого журналу Action.
Він деякий час служив представником Мослі в Німеччині, тому за ним пильно спостерігала Британська розвідка. Він розділяв з націонал-соціалістами сильний антисемітизм і був загалом відомий як шанувальник Гітлеровської Німеччини. Він був частиною делегації БСФ, яка відвідала Нюрнберзький мітинг 1933 року. Загалом він здійснив п’ять тривалих поїздок до Німеччини.
Мослі захоплювався Томсоном за його інтелект і пізніше характеризував його як «чесну людину та відданого патріота», але також був відомий тим, що критикував його приватно як щось на зразок «так-людини».
Після початку війни Томсон розробив план нападу на Північну лігу як на «нацистських зрадників» у надії закріпити патріотичну репутацію БСФ, але це не дало результатів і фактично завадило спробам Френсіса Хокінса встановити контроль БСФ над Лігою. Разом з більшістю інших провідних членів БСФ, Томсон був затриманий поліцією у травні 1940 року, був інтернованим більшу частину ДСВ у в'язниці Брікстон. Його звільнили після того, як у вересні 1944 року його перемістили до табору на острові Мен.

## Союзний рух
Після звільнення з в'язниці Томсон створив ряд книжкових клубів по всій Британії, щоб забезпечити подальше поширення ідей Мослі. Книжкові клуби слугували зборами для планування майбутньої мослівської політики після війни. Він також очолював Союз британських вільних людей, групу, яку він створив разом із іншим колишнім членом БСФ Віктором Берджессом у 1944 році як спробу об’єднати колишніх членів БСФ. Після війни Томсон регулярно їздив до Ірландії, щоб зустрітися з Мослі та обговорити політичний розвиток. Бажаючи розширити базу операцій фашизму в Британії, він також безуспішно намагався створити альянс із прото-екологічною Асоціацією реконструкції села через провідного члена Джоріана Дженкса, колишнього активіста БСФ.
Він приєднався до Союзного руху після його заснування в 1948 році і став провідною фігурою нової партії як генеральний секретар і редактор газети UM Union. Відіграючи провідну роль у розвитку ідеології UM, Томсон спочатку з ентузіазмом підтримував Європу як єдину націю, але незабаром втомився від езотеричної політики і в 1950 році організував коротке та ще більш невдале повернення до довоєнної політики. Тоді він почав виступати за «лівофашистський» підхід і стверджував, що UM має націлюватися на підтримку робітничого класу за допомогою антикапіталістичної риторики.
Окрім важливої посади в UM, Томсон також був центральною фігурою в міжнародних зв’язках партії. Томсона було відправлено до Іспанії в 1949 році, щоб спробувати заручитися підтримкою, але поїздка була дещо невдалою, оскільки він не зміг справити враження на фалангістів.
Пізніше Томсон був центральним у зв'язку з Новим Європейським Порядком, групою, з якою Мослі не мав офіційних контактів через його підтримку Європейського соціального руху. Міжнародна репутація Томсона ще більше зросла в 1952 році, коли його призначили до редакційної колегії престижного журналу Nation Europa. Він також став відомим як видавець книги Фредеріка Дж. Віла «Наступ до варварства», одного з ранніх творів історичного ревізіонізму Другої світової війни, і працював у The European, журналі, який редагувала Діана Мозлі.
Томсон продовжував служити провідною фігурою UM до своєї смерті в 1955 році від раку. Томсон, який прожив більшу частину свого життя в Іст-Енді Лондона, перед смертю відслужив похоронну службу в церкві Св. Колумба в Шордічі.